# مركز بيمروك للدراسات والابحاث عن النساء

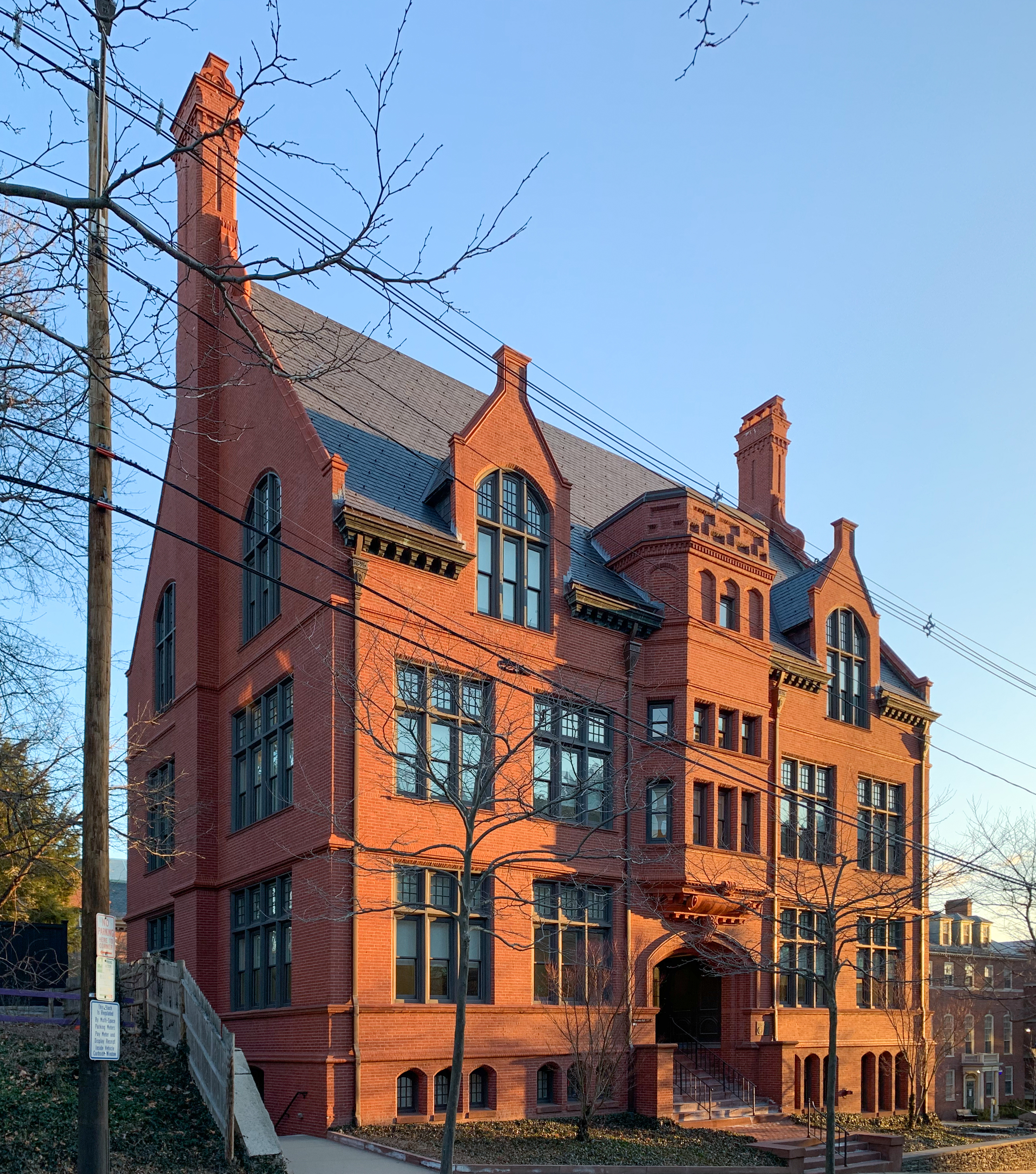
مركز بيمبروك

تأسس مركز بيمبروك للتعليم والبحث عن النساء في عام 1981 في جامعة براون، بروفيدنس، رود آيلاند، كمركز أبحاث متعدد التخصصات حول النوع الاجتماعي. بالإضافة إلى الأبحاث، يعد المركز موطنا لتركيز الدراسات الجندرية والجنسية ودراسات المحفوظات التي تحافظ على تاريخ المرأة في براون والتاريخ الفكري للنظرية النسوية. مدير المركز هو سوزان ستيوارت شتاينبرغ، أستاذ الأدب المقارن، الذي خلف عالم الأنثروبولوجيا كاي وارن في يوليو 2014.
تم تسمية مركز بيمبروك تكريما لكلية بيمبروك في جامعة براون، وللنساء في بيمبروك وسابقاتها، كلية البنات بجامعة براون. كما أنه يكرم هؤلاء النساء الأوائل اللواتي حاربن للوصول إلى التعليم العالي والذين جمعوا الأموال لبناء قاعة بيمبروك في عام 1897. على الرغم من تأسيسها لاستكشاف المعاني الثقافية والاجتماعية للنوع الاجتماعي، إلا أن أبحاث المركز توسعت بسرعة لتشمل الاختلافات العديدة الأخرى الهامة لفهم النوع الاجتماعي مثل: الأصل، العرق، الجنسية، والاقتصاد.